# Stoicănești (gmina)
Stoicănești – gmina w Rumunii, w okręgu Aluta. Obejmuje tylko jedną miejscowość Stoicănești. W 2011 roku liczyła 2638 mieszkańców.